# Léon Morel-Fatio
Pour les articles homonymes, voir Morel-Fatio, Morel et Fatio.
Antoine Léon Morel-Fatio, né le 17 janvier 1810 à Rouen et mort le 2 mars 1871 à Paris au Musée de marine et d’ethnographie du Louvre, est un peintre officiel de la Marine et homme politique français.
Peintre, dessinateur, illustrateur, graveur, aquarelliste, il a été conservateur du Musée de marine et d’ethnographie du Louvre qu'il a créé, conservateur-adjoint des Musées impériaux, et premier maire du 20e arrondissement de Paris de 1860 à 1869.

## Biographie

### Jeunesse

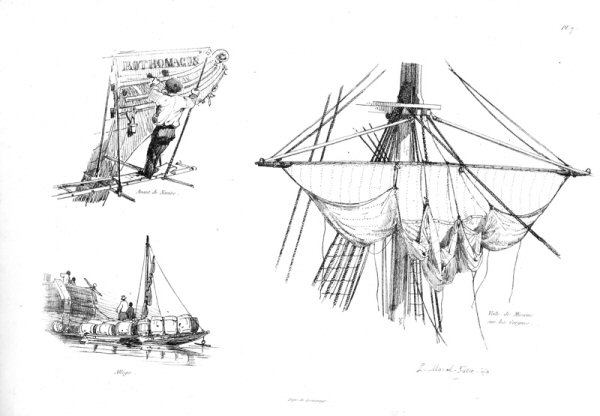
Avant de Navire - Allège - Voile de Misaine sur les Cargues.

Antoine-Léon Morel est le fils d’Étienne-Louis Morel et Jeanne Paschoud, tous deux vaudois d'origine. Étienne-Louis Morel émigre en France en 1804, à l'age de 18 ans. Ils se marient en 1809 et s'installent à Rouen. Le nom de Fatio est adjoint en 1844 afin d’éviter toute confusion avec un autre Morel, négociant. Le jeune Léon étudie au collège royal de Rouen. La famille s’installe à Paris en 1822, où le père exerce la fonction de banquier. Son père met d'abord Antoine Léon Morel-Fatio au collège Louis-le-Grand, dont il est renvoyé pour indiscipline en 1824. Morel-Fatio finit ses études au collège Bourbon.
En 1827, Antoine Léon Morel-Fatio embarque comme pilotin à bord d'un bâtiment marchand britannique, pour apprendre la navigation. À son retour, son père le juge suffisamment apte au commerce, et il entre d'abord dans la banque familiale. Sa famille le place ensuite dans la maison de banque de Jean-Charles Davillier, mais il renonce au commerce.
Cette carrière ne le passionnant guère, son goût du voyage, de la peinture (bien qu’il ne semble pas avoir suivi d’école) l’amène peu à peu à s’exiler en compagnie notamment du peintre Adolphe-Hippolyte Couvelet dit Adolphe-Hippolyte Couveley.

### Le temps des voyages

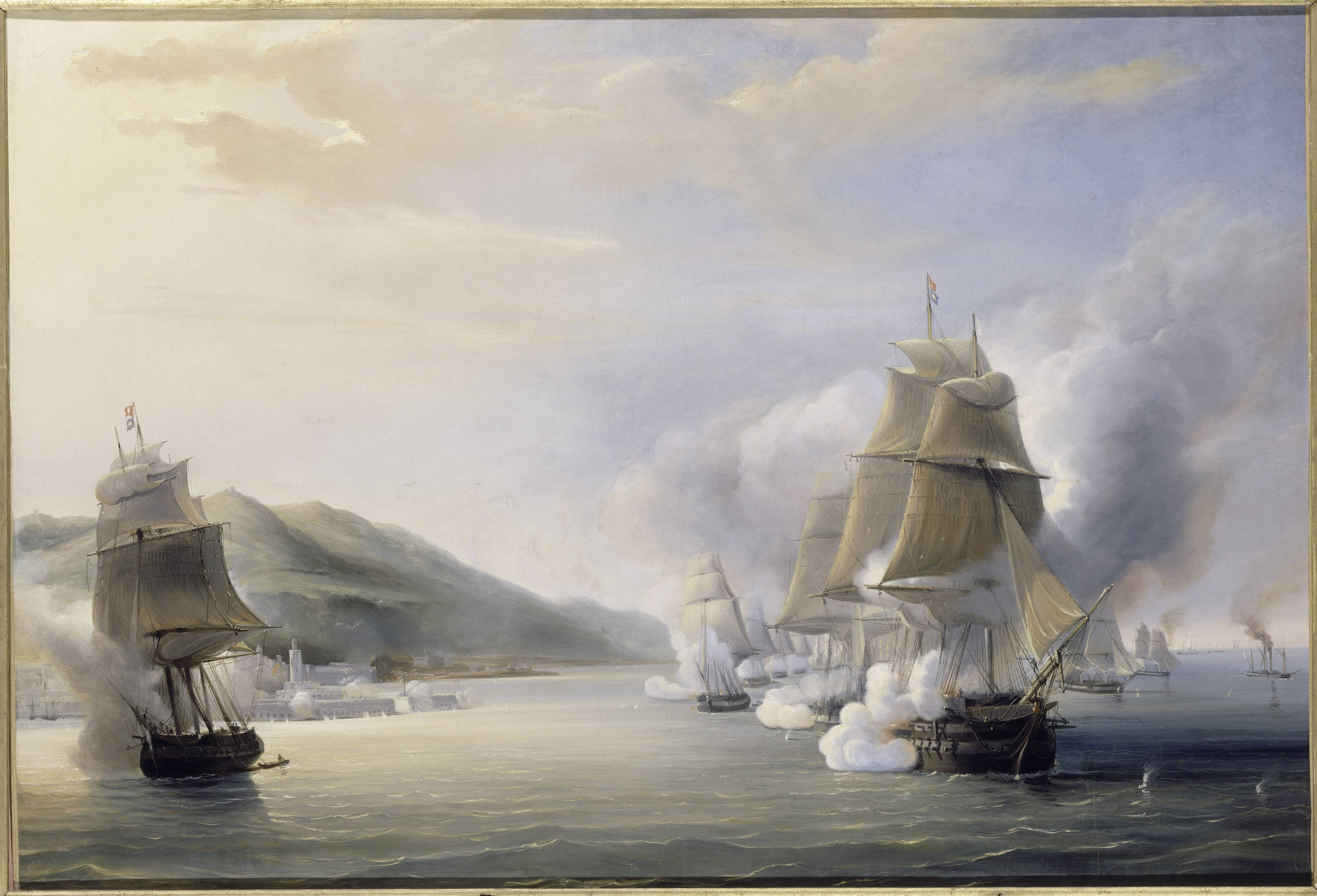
L’attaque d'Alger par la mer, par le 3 juillet 1830, vue par Morel-Fatio (Versailles, châteaux de Versailles et de Trianon).

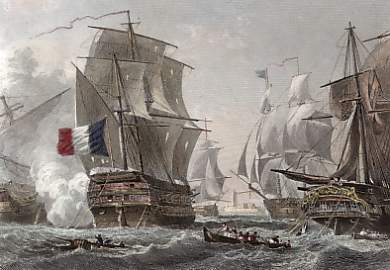
Beau fait d'armes du Capitaine Troude

Antoine Léon Morel-Fatio étudie la peinture auprès de différents artistes. Il voyage à nouveau en Italie, en Orient et dans d'autres contrées, où il se perfectionne. En 1830, il accompagne l’escadre de l'expédition d'Alger. À 20 ans, il est témoin de l'action du futur amiral Duperré. Sur les côtes d’Afrique du Nord, il dessine et il peint ce qui va lui permettre de revenir avec deux vues d'Afrique, qu'il expose et qui ont du succès au salon de 1833. Morel-Fatio exposera des tableaux de marine à tous les salons, depuis celui de 1833. Il est l’auteur de vues dessinées d'après nature, qu’il fait graver à l’aquatinte par Vögel :
- Rue de la Casbah
- Rue Porte Neuve
- Faubourg Bab Azoun
- Mosquée Mezzo Morto
- Le Port
- Intérieur d'une maison
- Vue du Faubourg Bab el Oued
- Un café
- L'Amirauté
- Entrée rue de la Marine
- Vue générale d’Alger

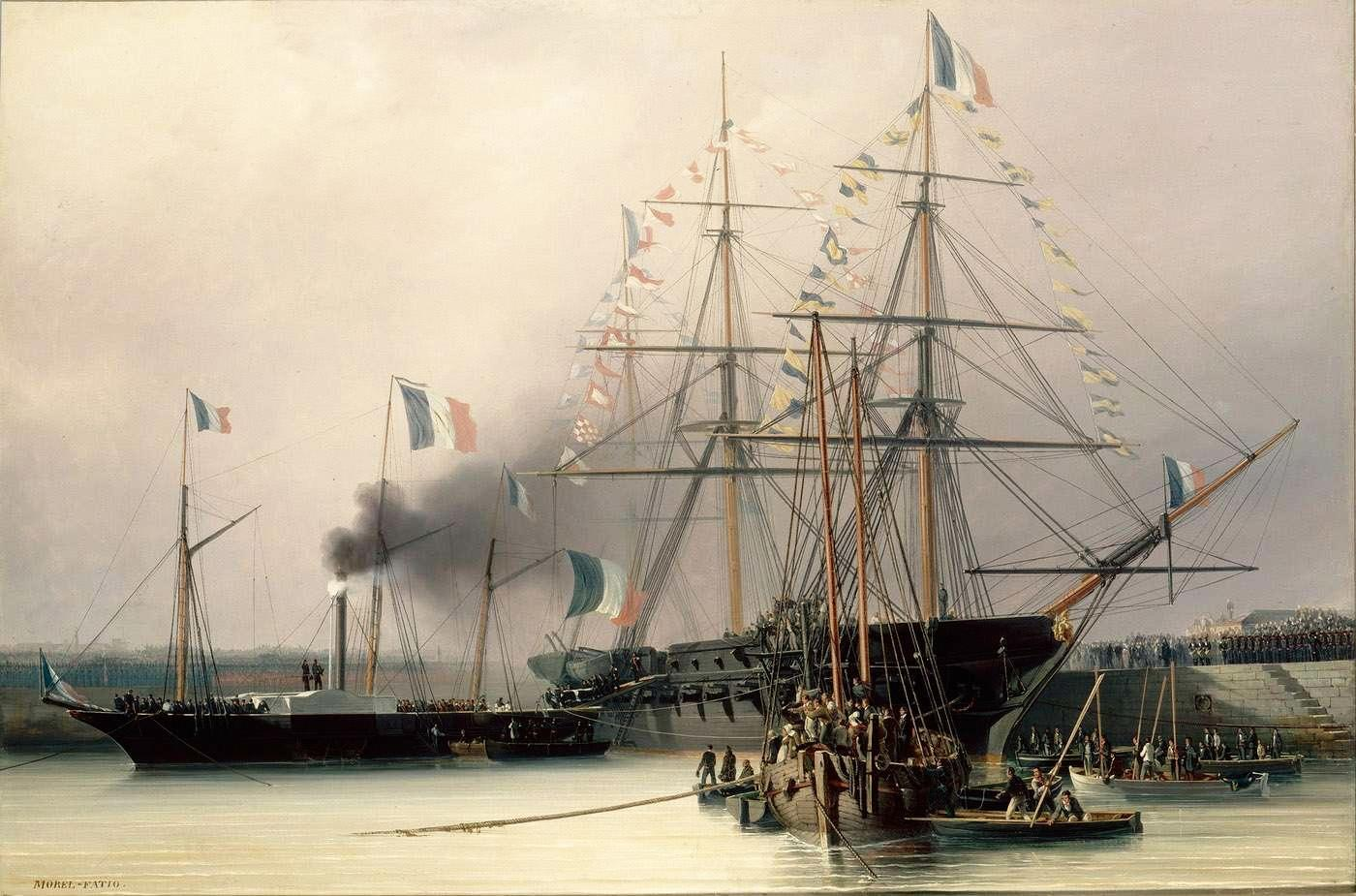
Transbordement des cendres de Napoléon Ier de La Belle Poule sur le Normandie en rade de Cherbourg, 8 décembre 1840.

Une toile de Morel Fatio, reproduit la tempête du 11 février 1835 et une autre la rue Bab-Azoun. L’attaque d'Alger est commandé par Louis-Philippe pour le musée historique de Versailles en 1836. Elle est exposée au salon des artistes français, à Paris, en 1837.
En 1838, Morel-Fatio est choisi par Horace Vernet, directeur de l’académie de France à Rome pour exécuter, sous ses yeux, le bombardement de Saint-Jean-d'Ulloa.
Au mois de juin 1839, il embarque avec l'escadre de l'amiral Lalande pour le Levant. Il débarque à Constantinople où un incendie ayant éclaté à Péra et à Galata menace d'engloutir le plus riche quartier de la capitale.

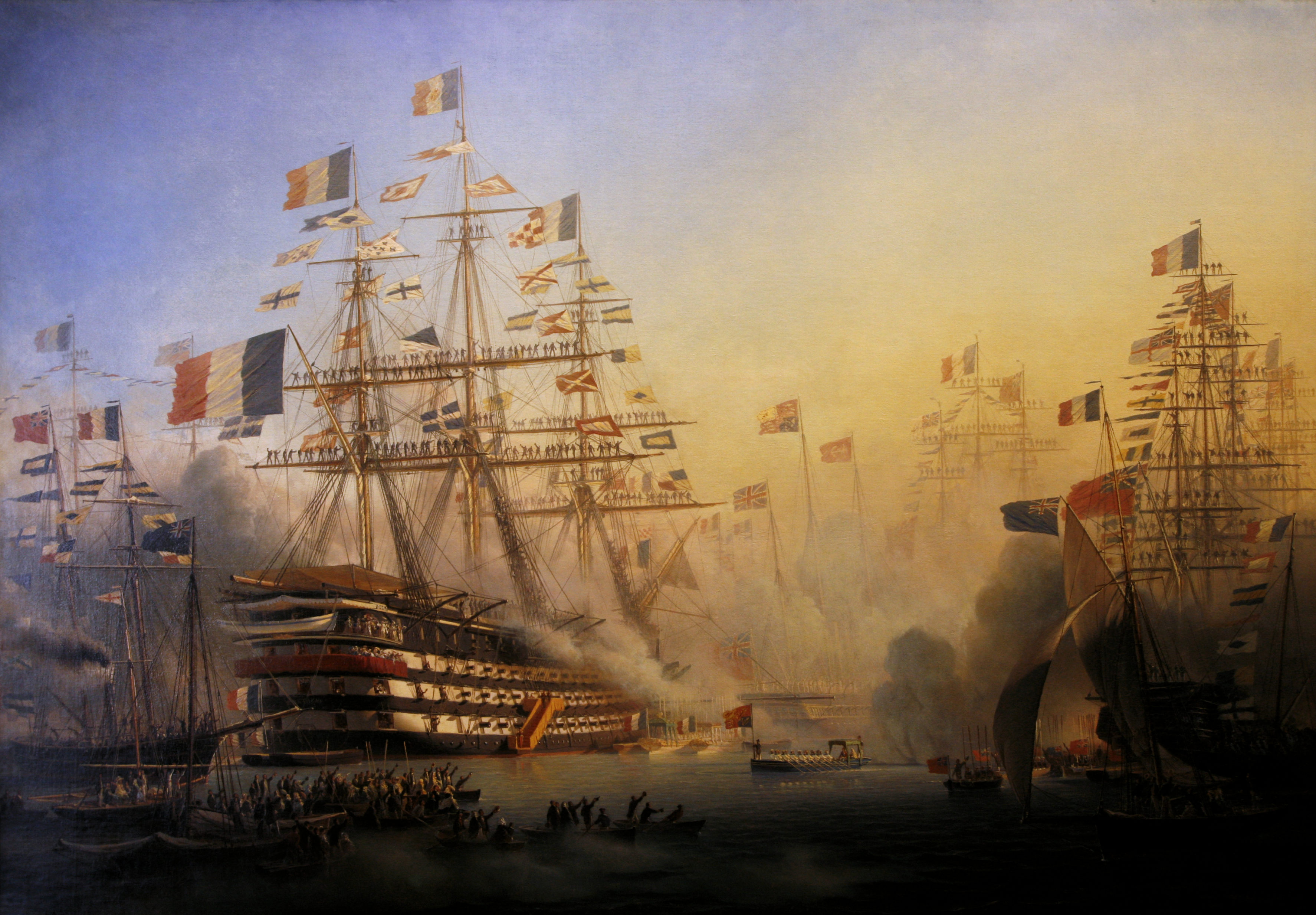
La reine Victoria à Cherbourg, le 6 août 1858.

Morel-Fatio peint le transfert en France des restes de l'empereur Napoléon Ier, le 30 novembre 1840. En 1842, il produit Le commandant Marnier avec un sloop français enlevant à l'abordage un brick anglais.
La même année, son ouvrage Études de marines positives est publié chez Hourlier à Paris. Il comprend 43 estampes ramenées de ses voyages. Il est membre fondateur du premier club de voile français, la Société des Régates du Havre."
Louis Napoléon Bonaparte, le président de la République française l’emmène avec lui dans ses voyages, car il est devenu un peintre bien connu des Français. Une revue suisse commente ainsi cette manœuvre du futur Napoléon III : « Cela nous vaudra de charmantes marines et nous permettra d'assister à quelques-unes des scènes pittoresques des fêtes navales de Cherbourg. Voilà les arts eux-mêmes enrôlés par tous les partis ». Il peint l'escadre britannique en rade de Cherbourg le 14 août 1865. Le marquis de Chasseloup-Laubat, ministre de la Marine et des Colonies, reçoit à bord du vaisseau La Reine Hortense les lords de l'amirauté britannique. Ce tableau est commandé par le ministère de la marine.
En 1845, son livre La Marine française au XIXe siècle est publié chez Goupil et Vibert. Il comporte de nombreuses lithographies et gravures. Morel-Fatio se met à l'eau-forte, certaines de ses études maritimes sont publiées chez Blaizot en 1842. On compte aussi sur le même sujet un certain nombre de dessins lithographiques.
En 1854, il fait partie de l’expédition de la mer Noire comme peintre officiel, et publie à son retour, avec Jean-Baptiste Henri Durand-Brager, des vues du littoral de cette mer. Antoine Léon Morel-Fatio est attaché à l'expédition de Bomarsund en 1854. Il visite notamment Larsö, Amsterdam, Kiel et Stockholm.
Il effectue de nombreux séjours sur les côtes normandes et bretonnes. C'est un spécialiste de la marine ancienne. Il peint avec aisance tous les types de navires et les différentes parties du navire.
Antoine Léon Morel-Fatio connaît la célébrité très jeune en France et à l’étranger. Les habitants de sa ville natale ne tarissent pas d éloges à son égard : « Morel-Fatio, poussé par un attrait irrésistible, a adopté le genre qui a illustré Vernet, Théodore Gudin (1802-1880), le premier peintre de la Marine avec Crépin, et que les œuvres de Le Poittevin ont su orner de tant de séduction. M. Morel-Fatio marche à grands pas dans la route qu'il s'est tracée. Ses mers calmes ou houleuses sont pleines de vérité. Les voiles de ses navires, tantôt enflées par une brise favorable, tantôt déchirées par la tempête, ses luttes, ses combats, nous offrent une image fidèle des scènes si variées, et parfois si dramatiques, dont sont trop souvent témoins ceux qui se hasardent sur ce terrible élément. Cet artiste, depuis dix ans, n'a point fait défaut à nos expositions ; nous avons vu son talent, timide d'abord, croître, grandir et se fortifier. Qu'il persiste avec la même ardeur; il compte déjà parmi les enfants de la cité que nous pouvons montrer avec orgueil ».

### Peintre de la Marine (1853)

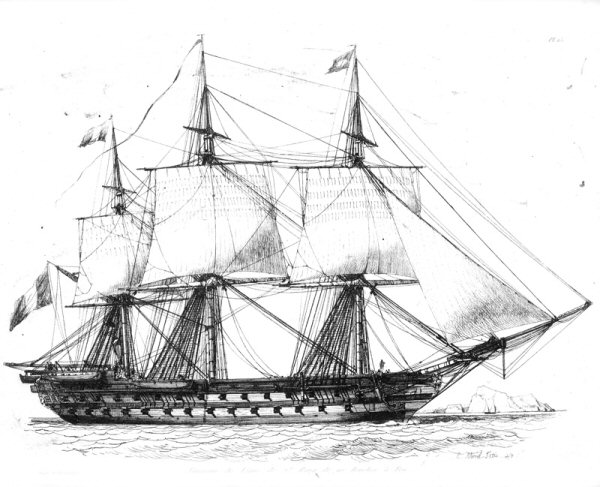
Vaisseau de ligne de 2e rang de 90 bouches à feu.

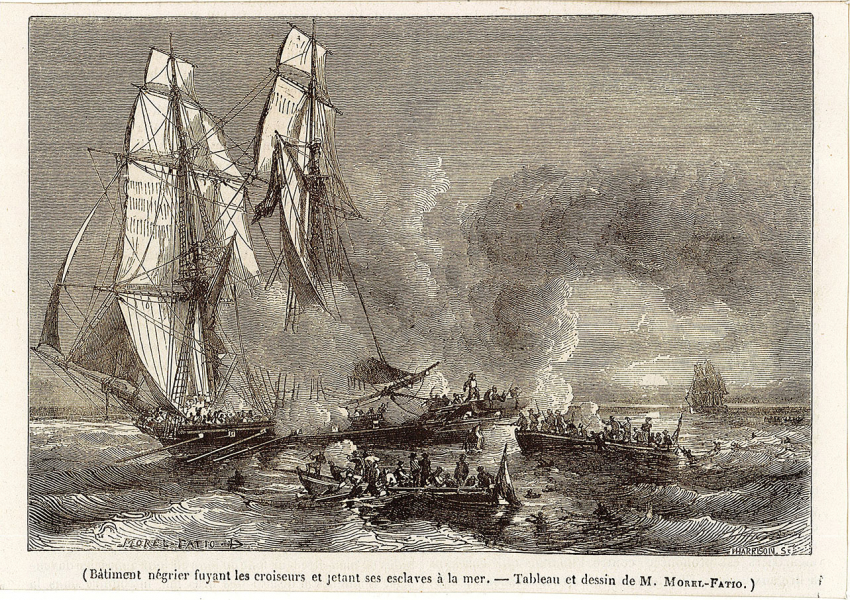
Bâtiment négrier fuyant les croiseurs et jetant ses esclaves à la mer, par Léon Morel-Fatio, 1844.

Morel-Fatio est nommé peintre de la Marine en 1853.

### Le premier maire duXXearrondissement de Paris (1860)
Dans le cadre des grands travaux engagés par Haussmann, il est décidé de faire passer le nombre d’arrondissements de douze à vingt à compter du 1er janvier 1860. Antoine Léon Morel-Fatio prend la direction du 20e arrondissement de 1860 à 1869

### Musée de la Marine et d’ethnographie du Louvre (1852)

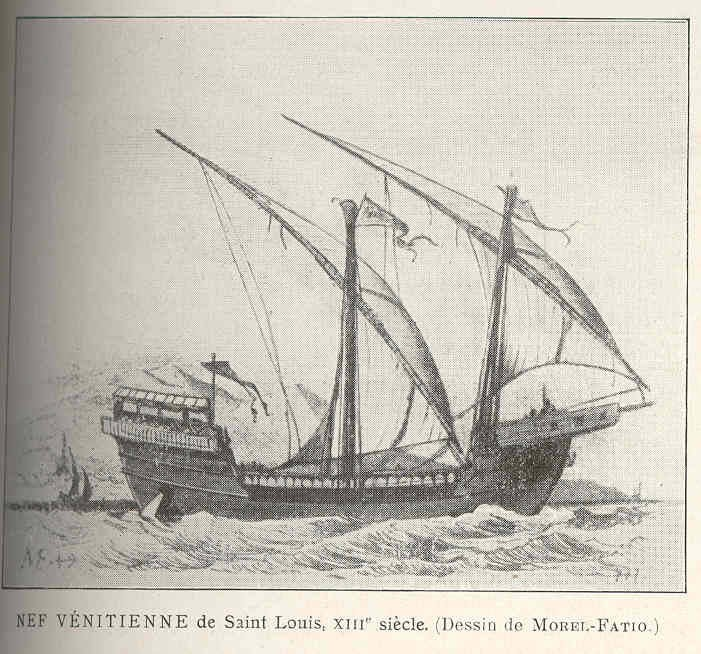
Nef vénitienne de Saint Louis, XIIIe siècle.

Le 31 décembre 1849, Antoine Léon Morel-Fatio est nommé au poste de conservateur adjoint au musée naval. Ce musée, dont l'ouverture ne date que de 1837, reçoit grâce à lui des accroissements journaliers, par suite de dons et de legs. Son rôle va rapidement consister au récolement et à l’inventaire des collections navales et ethnographiques. Le 7 août 1850, devant la détermination de Morel-Fatio, est ouverte une annexe ethnographique dans la continuité du musée naval. Le 25 janvier 1852, Apollinaire Lebas démissionne de la direction du musée naval ; Antoine Léon Morel-Fatio en devient alors le directeur, en assurant la vacance du poste. Le premier inventaire des collections comportant 952 numéros paraît en 1853 chez l’éditeur Vinchon. Le 22 janvier 1857, Morel-Fatio est enfin nommé officiellement conservateur du musée naval. Grâce à lui, il s'est augmenté d'un musée chinois, acquis par l'État en 1855, musée qui prendra un grand développement après l'expédition de Chine.
Le 22 janvier 1857, Morel-Fatio est nommé officiellement conservateur du musée naval. Par ailleurs, le musée s'enrichit, sous son impulsion de tableaux et d'œuvres d'art. L'entrée dans les collections se fait par acquisition ou par dépôt des musées de Versailles et du Louvre, notamment la série des vues des ports de France par Joseph Vernet. De nombreux objets d'ethnographie provenant des grandes missions d'exploration et de colonisation lui sont aussi attribués.

## Mariage et descendance
Antoine Léon Morel-Fatio épouse le 26 janvier 1843 à Charonne Louise Françoise Aimée Ernestine Antoinette du Chastel (1815-1876), directrice de la poste aux lettres, fille du maréchal de camp Louis Claude du Chastel. Il est père de deux enfants :
- Antoinette Morel-Fatio (1843-1845).
- Louis Antoine Emmanuel Morel-Fatio  (1845[14]-1912), se marie en 1873 avec Henriette Dollez. Il est nommé conseiller à la Cour des Comptes en 1877.

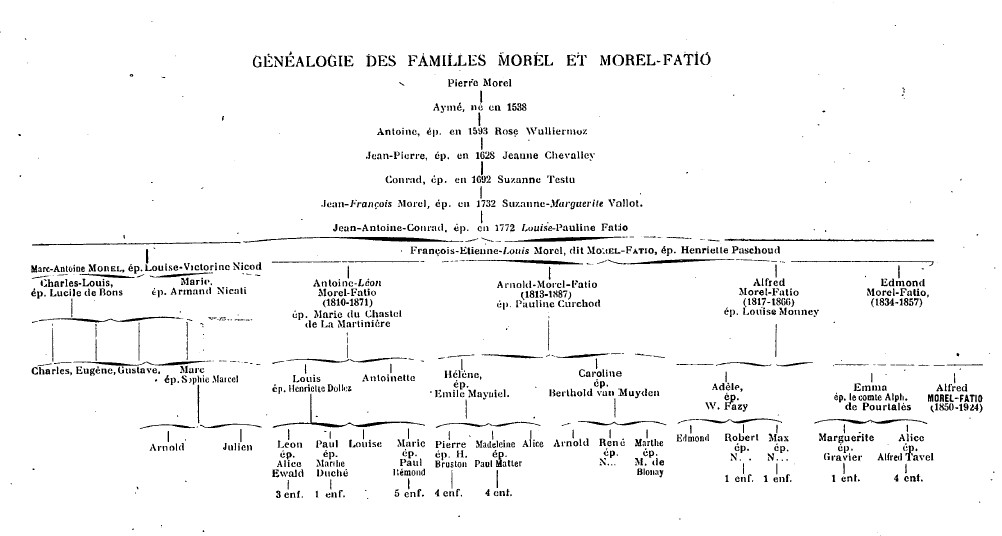
Généalogie des Morel-Fatio.

En 1845 le couple demeure 19, rue de Paris à Charonne dans l'actuel 20e arrondissement de Paris. En 1860, lors de l'investiture de Morel-Fatio dans la fonction de maire de ce nouvel arrondissement, la famille est domiciliée 18, rue de La Sourdière, dans le 1er arrondissement.

### Sa mort
Il meurt le 2 mars 1871, lors de la guerre franco-allemande de 1870, d’une crise cardiaque sur la terrasse au musée de marine et d’ethnographie du Louvre, en voyant les Prussiens envahir son musée.
« Le jour où les prussiens entrèrent dans Paris et s’avancèrent jusqu’à la colonnade du Louvre, Morel-Fatio, pour échapper aux émotions de cette heure navrante, était monté sur la toiture du palais, au-dessus de ses ateliers. Que se passa-t-il dans ce cœur et ce cerveau, si affreusement angoissés dans leur patriotisme ? Quelques heures après, ses hommes, inquiets et cherchant sa trace, le ramassèrent mort sur la terrasse du Louvre. ».
Il est inhumé au cimetière Montmartre, 31e division, tombe entre deux chapelles, à gauche de la chapelle abandonnée au noms de Peters, tombe orientée côté nord. Il est inhumé avec son épouse.
Le 12 mars suivant, l'amiral François-Edmond Pâris est nommé au poste de conservateur du musée naval.
La vente de l'atelier de Léon Morel-Fatio se tient en décembre 1871 ; l’État se porte alors acquéreur de plusieurs toiles.

## Honneurs et récompenses
- En 1837, il obtient une médaille de troisième classe.
- Chevalier de la Légion d'honneur. Morel-Fatio est nommé chevalier de la Légion d'honneur en 1846.
- En 1848, le jury du Salon de Paris lui décerne une médaille de deuxième classe.
- Officier de la Légion d'honneur. Il est promu officier de la Légion d'honneur en 1866[18].

## Œuvres
Morel-Fatio participe à des livres illustrés, entre autres La Marine, arsenaux, navires, équipages, navigation, atterrages, combats, d’Eugène Pacini, et plusieurs grands recueils d'études maritimes. Il illustre entre autres le livre de H. de Chavannes de la Giraudière et Simon le Polletais. Il illustre aussi différents guides. Il écrit :
- Léon Morel-Fatio, Notice des collections du Musée de marine, exposées dans les galeries du Musée impérial du Louvre; par L. Morel-Fatio, conservateur-adjoint des Musées impériaux. 1re partie : Musée naval, Paris, Vinchon, 1853, in-12. Plusieurs rééditions, entre autres Paris, Ch. de Mourgues Frères, 1858 (en ligne).
- Plusieurs catalogues d'objets d'arts, de monnaies anciennes ou étrangères La littérature française contemporaine. XIXe siècle Le tout accompagné de…, p. 467.
- Études de marine positive, Paris Rapilly vers 1842 Grand in-4 oblong, en feuilles, chemise illustrée et imprimée en demi-toile verte, L'illustration se compose d'un titre et de 43 planches de marine dessinées et gravées à l'eau-forte.
- Paysages du Nord. Belgique, Hollande, Golfes de Botnie et de Finlande, Laponie, Océan Glacial, Iles d'Aland, etc. Paris, s.d. (vers 1850).
- Léon Morel-Fatio, Études de Marine Positive dessinées et gravées à l'eau-forte par Morel-Fatio, Paris, Rapilly, 19e.
- Léon Morel-Fatio, Marines, Paris, Goupil, 19e
- Léon Morel-Fatio, Études de Marine Positive Dessinées et Gravées à l'Eau-Forte, Douarnenez, Ed. de l’estran, 1982.

Ses tableaux comprennent notamment:
- Vue de l'île de Wight, 1833 ;
- Sauvetage du brick Ontario, 1835 ;
- Coup de vent dans la rade d'Alger, id. ;
- Combat naval dans la baie d'Algésiras, commandé par Louis-Philippe pour le musée historique de Versailles en 1836[19] ;
- La Palmire, brick français, s'emparant, le 3 octobre 1806, d'un brick anglais, 1837 ;
- Attaque d'Alger par l'amiral Duperré, id. ;
- Entrée du port du Havre, 1838 ;
- Avant-port du Havre, id.;
- Vue de Saint-Malo, id. ;
- Reconnaissance de nuit à Saint-Jean-d'Ulloa au Mexique par le prince de Joinville 26 novembre 1939, acquis en 1839[20] ;
- Le Brick de la reine Amélie sur la rade de Cherbourg, 1839 ;
- Combat du Vengeur, en 1794, talon de 1840 ;
- Saint-Jean-d'Ulloa, 1841 ;
- Débarquement de Louis-Philippe à Calais par la tempête, 15 avril 1840, commandé par Louis-Philippe pour le musée historique de Versailles en 1841, exposé au salon des artistes français, Paris, 1841[21] ;
- Victoire du cap Saint-Vincent, 1842 ;
- Le Commandant Marnier avec un sloop français enlevant à l'abordage un brick anglais, 1842 ;
- Fort d'Amsterdam en 1700, id. ;
- Bombardement de Tanger en 1844, salon de 1845 ;

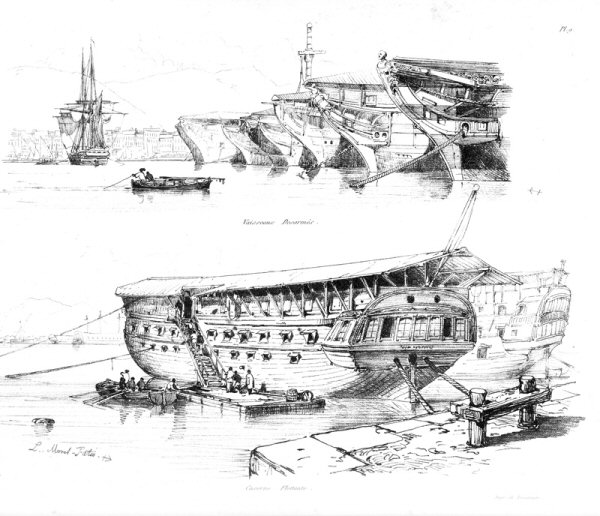
Vaisseaux désarmés - Caserne Flottante

- Arrivée de la reine Victoria au Tréport, le 2 septembre 1843, commandé par Louis-Philippe pour le musée historique de Versailles en 1844[22] ;
- Louis-Philippe partant du Tréport, le 2 septembre 1843, pour se rendre à bord du yacht royal où se trouvaient la reine d'Angleterre et le prince Albert, 1846 ;
- Incendie de La Gorgone, salon des artistes français, 1846[23] ;
- Un naufrage, 1847 ;
- Prise à l'abordage du transport anglais Les Deux Jumeaux par L'Heureux Tonton, dans la Baltique, en 1813, salon de 1848 ;
- Jean Bart montant La Palme, de 18 canons, s'empare à l'abordage d'un vaisseau hollandais de 60 canons, même salon, id. ;
- L'île de La Tortue, rendez-vous des flibustiers, 1849 ;
- Le Prince président de la république visitant à Cherbourg l'escadre de la Méditerranée, 1852 ;
- Épisode du voyage du président de la république, pendant la traversée de Marseille à Toulon, 1854 ;
- Escadre franco-anglaise devant Bomarsund, 1854, inv. 9 OA 8 musée national de la Marine ;
- Le Port de Brest, 1855, inv. 9 OA 11 musée national de la Marine ;
- Vue de Toulon, 1857 ;
- Tempête dans le port d'Alger, id. ;
- Épisode des fêtes de Strasbourg, en 1858 ;
- La reine Victoria à Cherbourg, le 6 août 1858 inv. 9 OA 9 musée national de la Marine[24] ;
- Attaque et prise des forts de Peï-Ho, 20 mai 1858 Inv. 9 OA 140, musée national de la Marine ;
- Prise de la citadelle de Saïgon 17 février 1859, présenté en 1859 ; Inv. 9 OA 79, musée national de la Marine ;
- Napoléon III recevant à bord du vaisseau La Bretagne la reine d'Angleterre, le 6 août 1858, dans le port de Cherbourg, salon de 1859 ;
- Vue panoramique d’Étretat, 1860(?) Inv. 2004.37.1, musée national de la Marine ;
- Naufrage de la corvette Le Wolf, 1861[25] ;
- Vue du port de Rochefort, vers 1865, huile sur toile, 163 × 260 cm, musée national de la Marine de Rochefort[26] ;
- L’Escadre cuirassée anglaise en rade de Cherbourg le 15 août 1865, commandé par le ministère de la marine en 1865[27] ;
- Le Signal, avant 1870[28]...
- Le Port de Toulon, Inv. 9 OA 10, musée national de la Marine ;

Albums et livres illustrés :
- F. S. Antallier, Léon Morel-Fatio (ill.) Pilote de l'étranger dans Le Havre et ses environs : histoire-légendes-descriptions-marine-plan du Havre, Le Havre, Théodule Cochard, 1858.
- Léon Renard, Léon Morel-Fatio (ill.), La Marine et les marines étrangères, Paris, Blaisot, 1865.
- Léon Renard, Léon Morel-Fatio (ill.), Les Merveilles de l’art naval, Paris, Hachette, 1866.
- Léon Renrad, Léon Morel-Fatio (ill.), Les Merveilles de l’art naval, Paris, Hachette, 1868. Deuxième édition, revue, corrigée et augmentée de 48 vignettes sur bois par Morel Fatio,
- A. Bayot, Eugène Ciceri, Antoine-Léon Morel-Fatio (lith.), Nos souvenirs de Kil-Bouroun pendant l'hiver passé dans le Liman du Diéper (1855-1856) : Les Officiers, Officiers mariniers et Marins de la Division Navale de Kil-Bouroun, album, Paris, Arthus-Bertrand, 1866.
- Jean Marteilhe, Léon Morel-Fatio (ill.), Mémoires d'un protestant condamné aux Galères de France pour cause de religion, Paris, Société des Écoles du Dimanche, 1881.

### Galerie

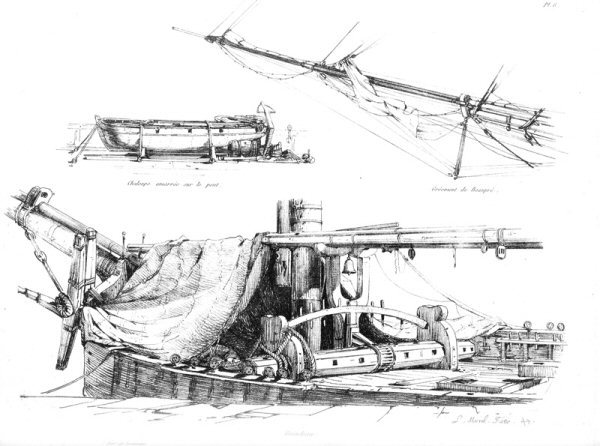
Rowing boat moored on the deck - Rigging of Bowsprit – Capstan Chaloupe Amarrée sur le pont - Gréement de Beaupré – Guindeau
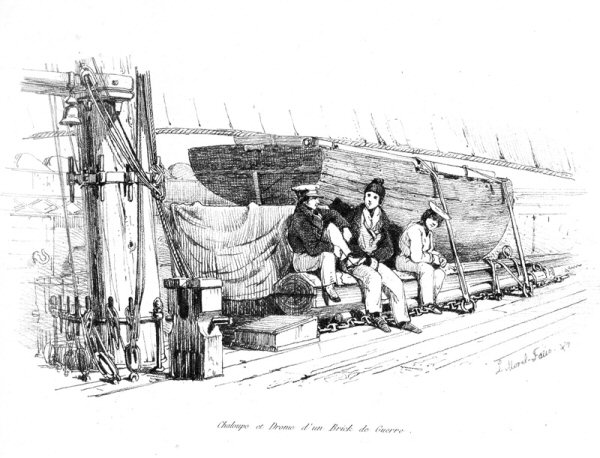
Rowing Boat with booms and spars of a War Brig Chaloupe et Drome d'un Brick de Guerre
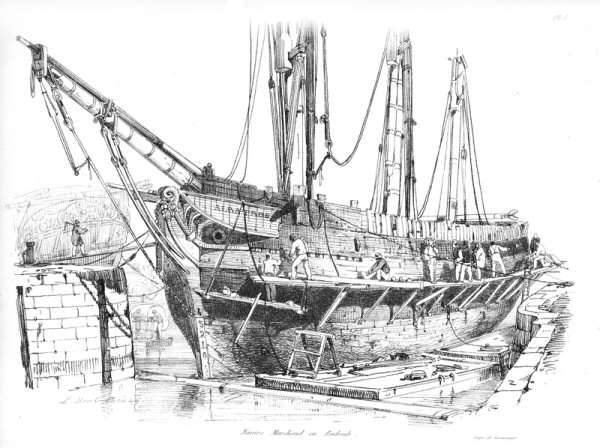
Merchant Ship refitting Navire Marchand en Radoub
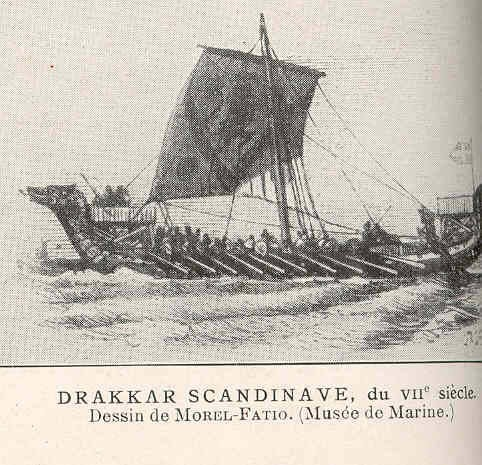
Viking ships Drakkar Scandinave du VIIe siècle
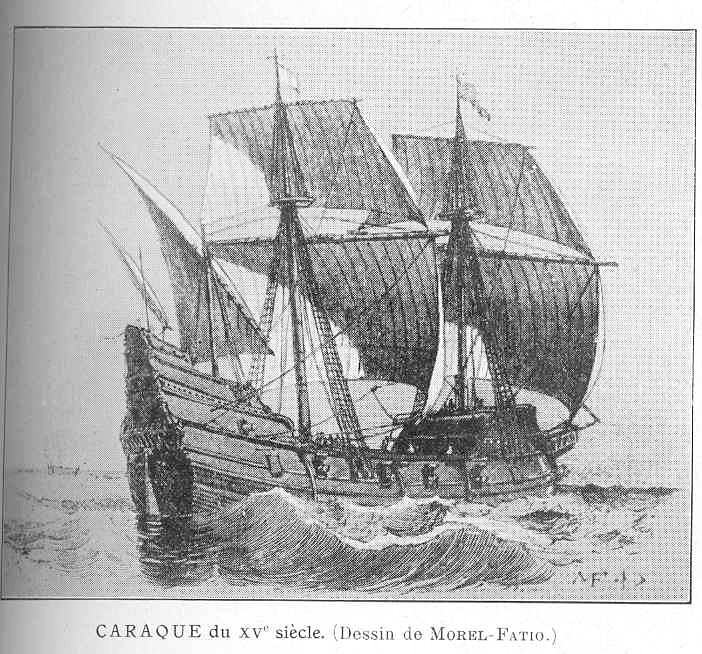
Vessels Caraque du XVe siècle
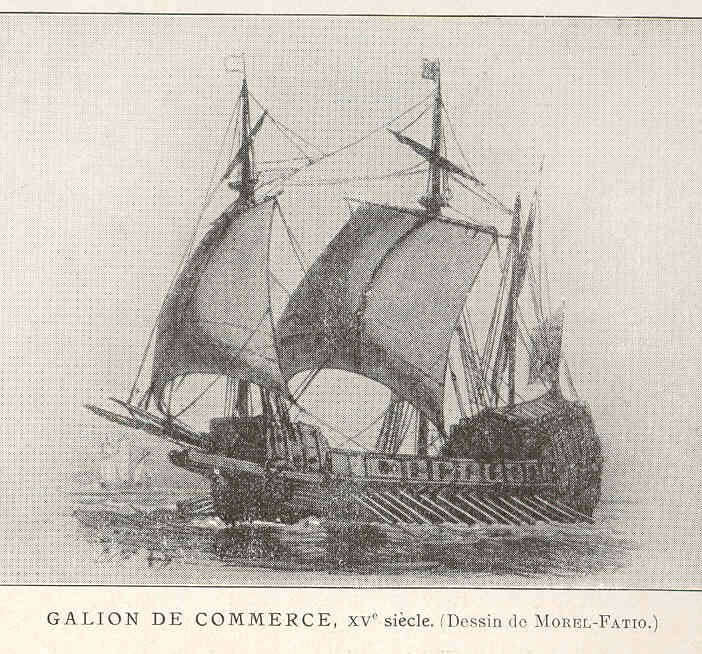
Galion de commerce du XVe siècle
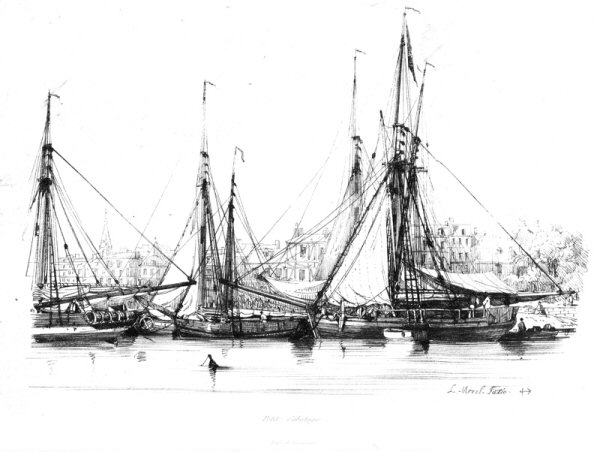
Inshore navigation boat Petit Cabotage
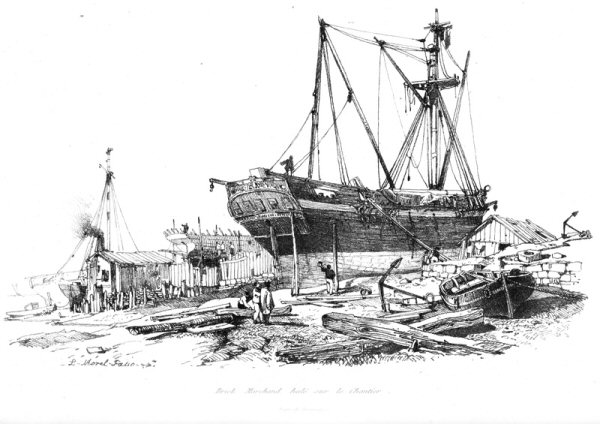
Merchant brig hauled in Brick marchand halé sur le chantier
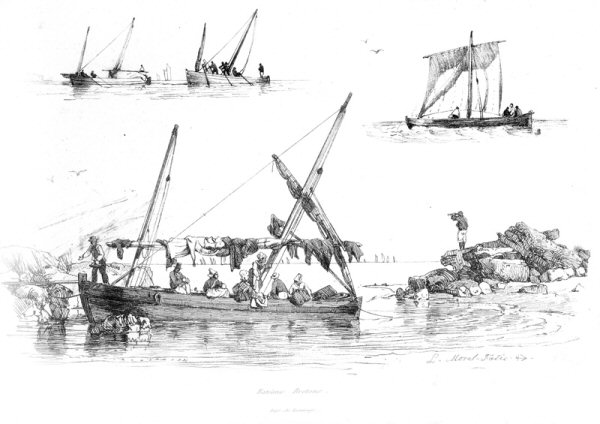
Bateaux bretons
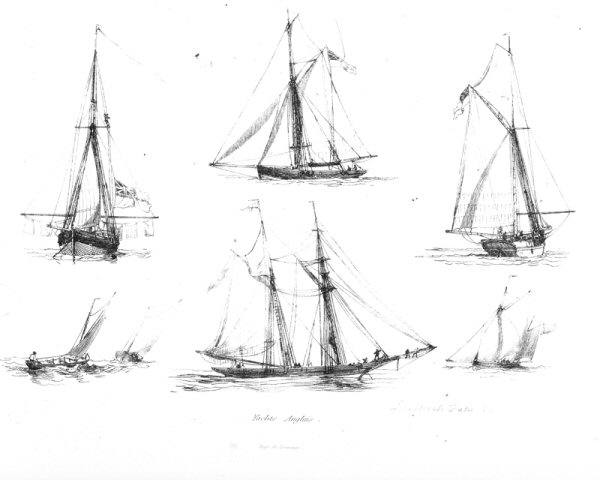
Yachts Anglais
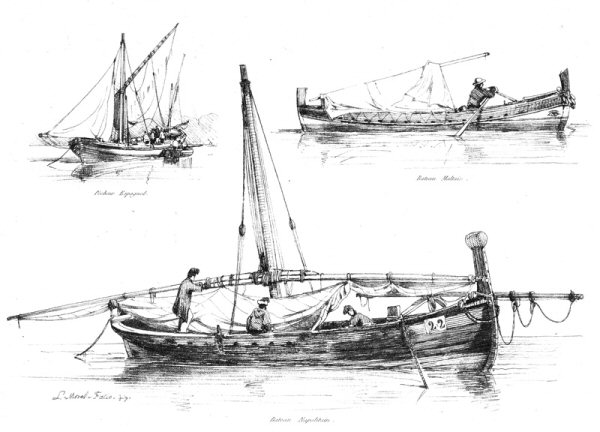
Pêcheur Espagnol - Bateau Maltais - Bateau Napolitain
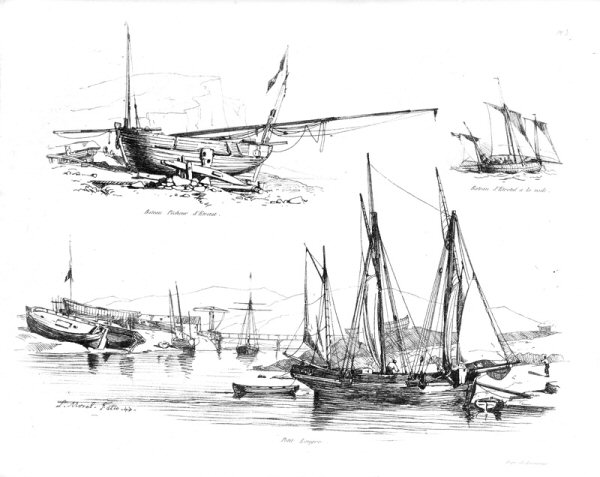
Bateau pêcheur d'Étretat - Bateau d'Étretat à la voile - Petit Lougre
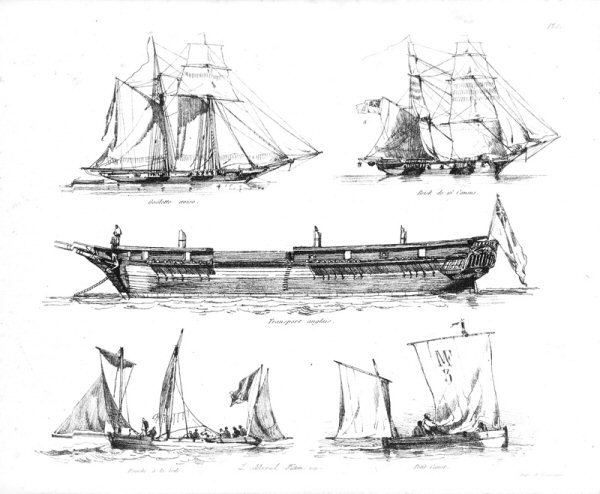
Despatch schooner - 16-gun brig - English troopship - barge under sail - small sailing boat Goélette aviso - Brick de 16 canons - Transport anglais - Péniche à la voile - Petit canot
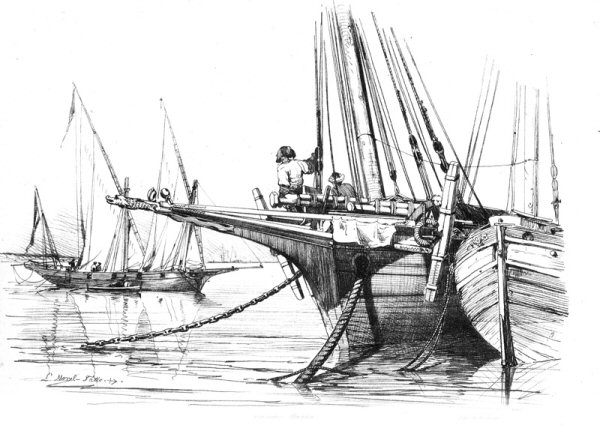
Algerian Privateer Corsaire Algérien
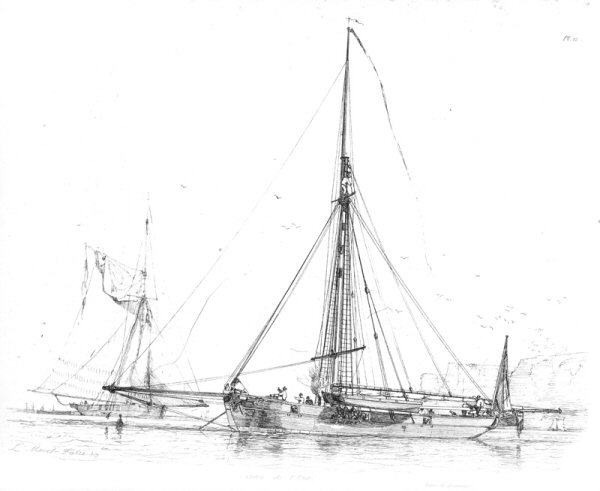
State-owned cutter Cotre de l'État
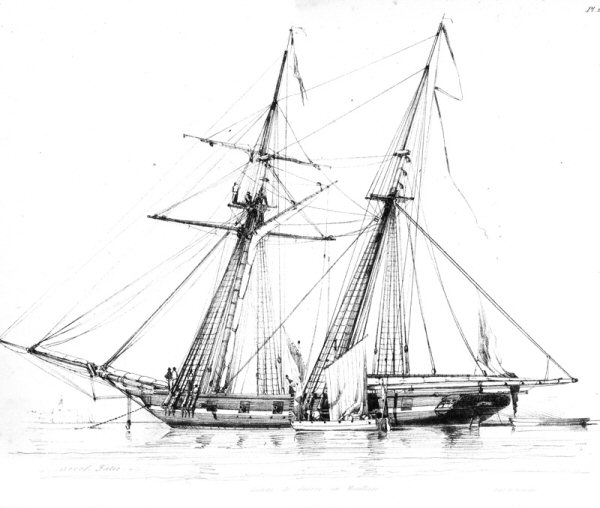
Goélette de guerre au mouillage
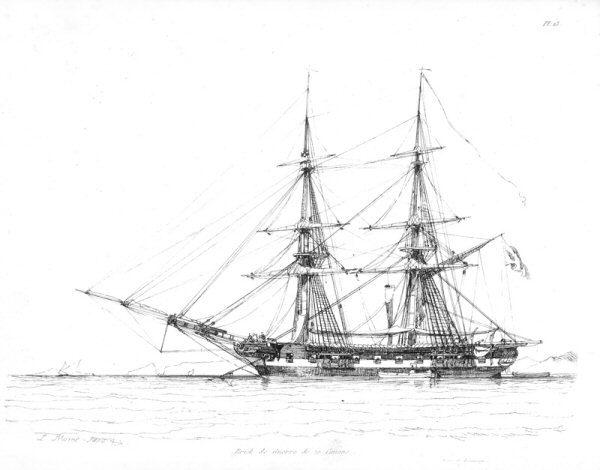
Brick de guerre de 20 Canons
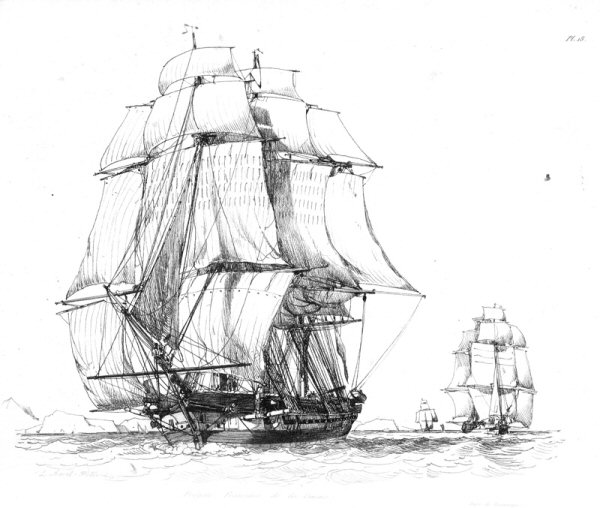
Frégate française de 60 canons
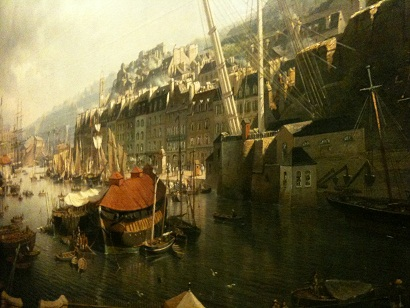
Léon Morel-Fatio 1854, Le port de Rouen.
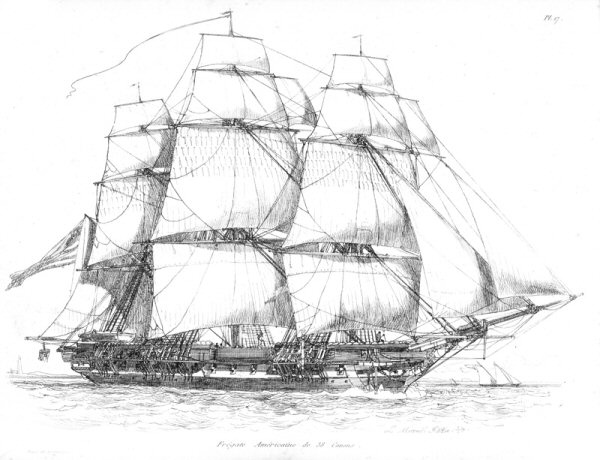
Frégate américaine de 60 canons
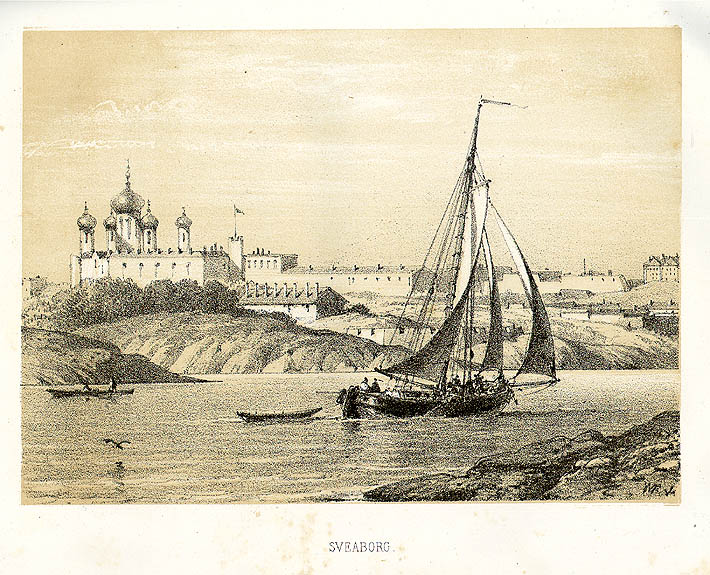
Suomenlinna/Sveaborg, gravure datant de 1856.
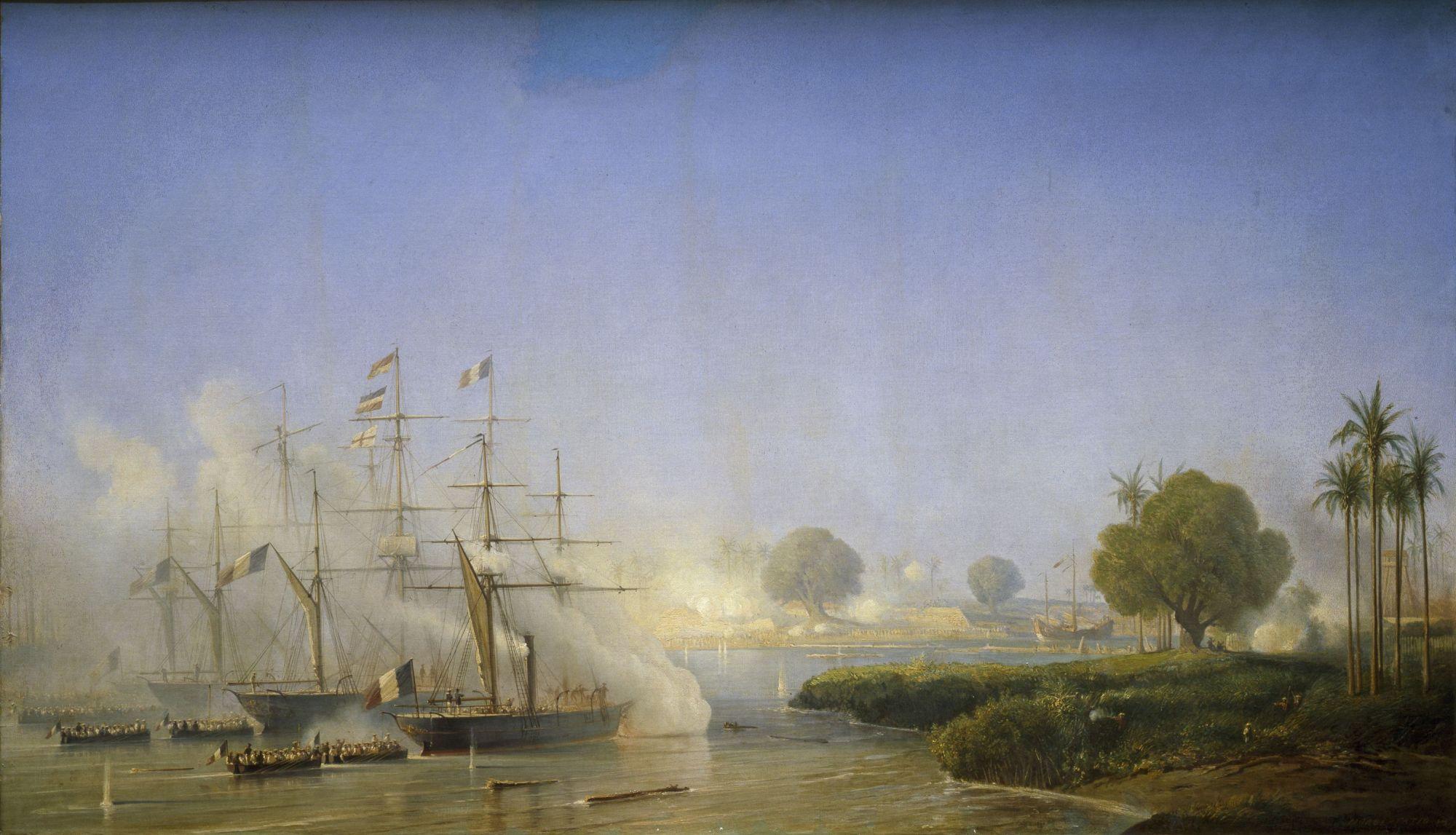
Prise de Saïgon par le corps expéditionnaire franco-espagnol (Campagne de Cochinchine, 17 février 1859)